# Friedenseichen Langebrück
Die Friedenseichen Langebrück sind eine Baumgruppe in der Dresdner Heide an der Grenze zum Stadtteil Langebrück. Die Gedenkbäume erinnern an den siegreichen Deutsch-Französischen Krieg von 1870/71. Es sind nicht mehr alle der ursprünglichen sieben Eichen vorhanden.

## Geographie

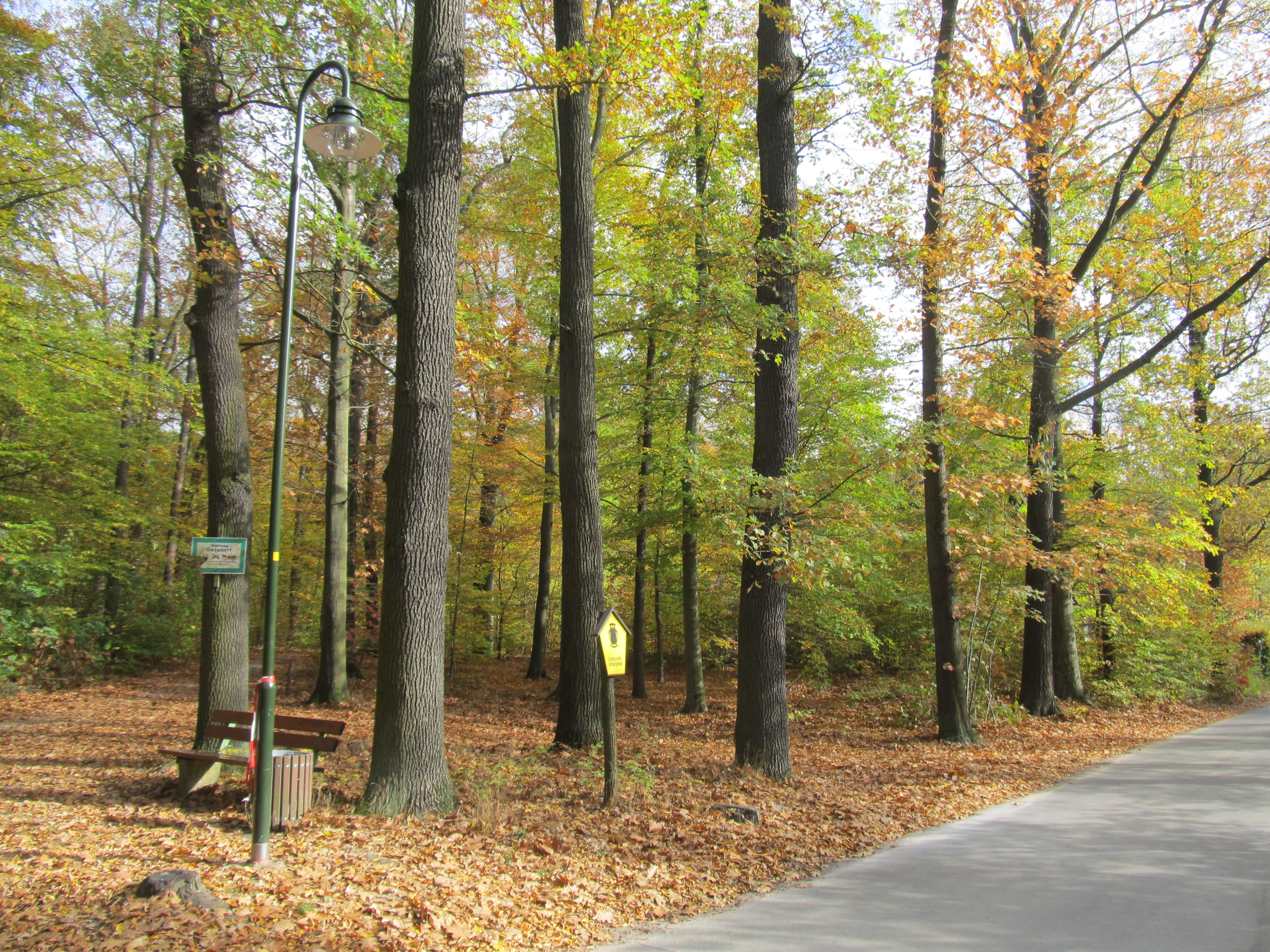
Zwischen dem Kreuzringel linker Hand und der Weißiger Straße rechter Hand erheben sich die Friedenseichen

Die Baumgruppe steht im Norden des Forstreviers Langebrück im nördlichen Teil des Landschaftsschutzgebiets Dresdner Heide. Der Standort befindet sich an der Weißiger Straße am Abzweig des Kreuzringels, der tiefer in die Heide führt. Die einseitig bebaute Weißiger Straße bildet an dieser Stelle die Gemarkungsgrenze zwischen dem Stadtteil Langebrück im Westen und der Dresdner Heide im Osten. Etwa 50 Meter nordwestlich entfernt davon fängt auf der anderen Straßenseite der Wächtersche Garten an, der als geschützter Landschaftsbestandteil ausgewiesen ist. Etwa 240 Meter westlich der Friedenseichen steht die als Naturdenkmal geschützte Schwarz-Kiefer Bergerstraße 10.

## Geschichte
Nach dem Deutsch-Französischen Krieg, der die Deutsche Reichsgründung mit sich brachte, wurden im Deutschen Reich vielerorts zum Gedenken Friedenseichen gepflanzt. Diesen Gedanken verfolgte auch der im Langebrücker Forsthaus lebende Oberförster Wilhelm Theodor Bruhm (1811–1897) und pflanzte in der Nähe des Forsthauses sieben Friedenseichen, die er mit einer Fichtenhecke umgab. Eine 1872 aufgestellte Tafel mit einem Vers des Forstkandidaten Max Neumeister (1849–1929) stellte den Bezug zum Gedenken her. Die Inschrift der Tafel lautete:
Große Männer, Euch zum Ruhme

Wachsen hier im Heiligtume

Deutschen Waldes diese Eichen,

Eurer Kraft und Taten Zeugen.
Kurz nach dem Ersten Weltkrieg wurde die Tafel entwendet. Im Frühjahr 1931 ist eine neue Tafel durch „Freunde des Waldes und Verehrer des am 1. Dezember 1929 in Dresden gestorbenen Geh. Oberforstrat Neumeister“ angebracht worden. Auch diese Tafel steht dort inzwischen nicht mehr.
Die Friedenseichen waren nicht Bruhms einzige Gedenkbäume. Anlässlich Martin Luthers 400. Geburtstag pflanzte er im Lutherjahr 1883 ebenfalls am Kreuzringel eine Luthereiche. Anders als die Luthereiche vor der Langebrücker Kirche ist dieser Baum nicht mehr vorhanden.